# Бадалова, Башханум Шамхал кызы
Башханум Шамхал кызы Бадалова (азерб. Başxanım Şamxal qızı Bədəlova; дата рождения неизвестна) — советский азербайджанский кондитер, лауреат премии Ленинского комсомола (1982).

## Биография
Родилась в городе Баку, столице Азербайджанской ССР.
Трудилась кондитером цеха по выработке восточных сладостей Бакинской бисквитной фабрики.
Достигла высоких результатов при выполнении производственных планов одиннадцатой пятилетки (1981—1985). Успешно применяла в работе передовую практику, рационально использовала оборудование при выпечке сладостей — бакинской пахлавы, шекербуры, шоргогала, бакинской кяты, ленкоранской кюльчи и других 24 наименований, производимых в цеху. За показанные высокие результаты в социалистическом соревновании 1981 года Бадалова в 1982 году удостоена премии Ленинского комсомола.
Активно участвовала в общественно-политической жизни предприятия, возглавляла комсомольский комитет цеха, в котором работала.